# Rosa Luna

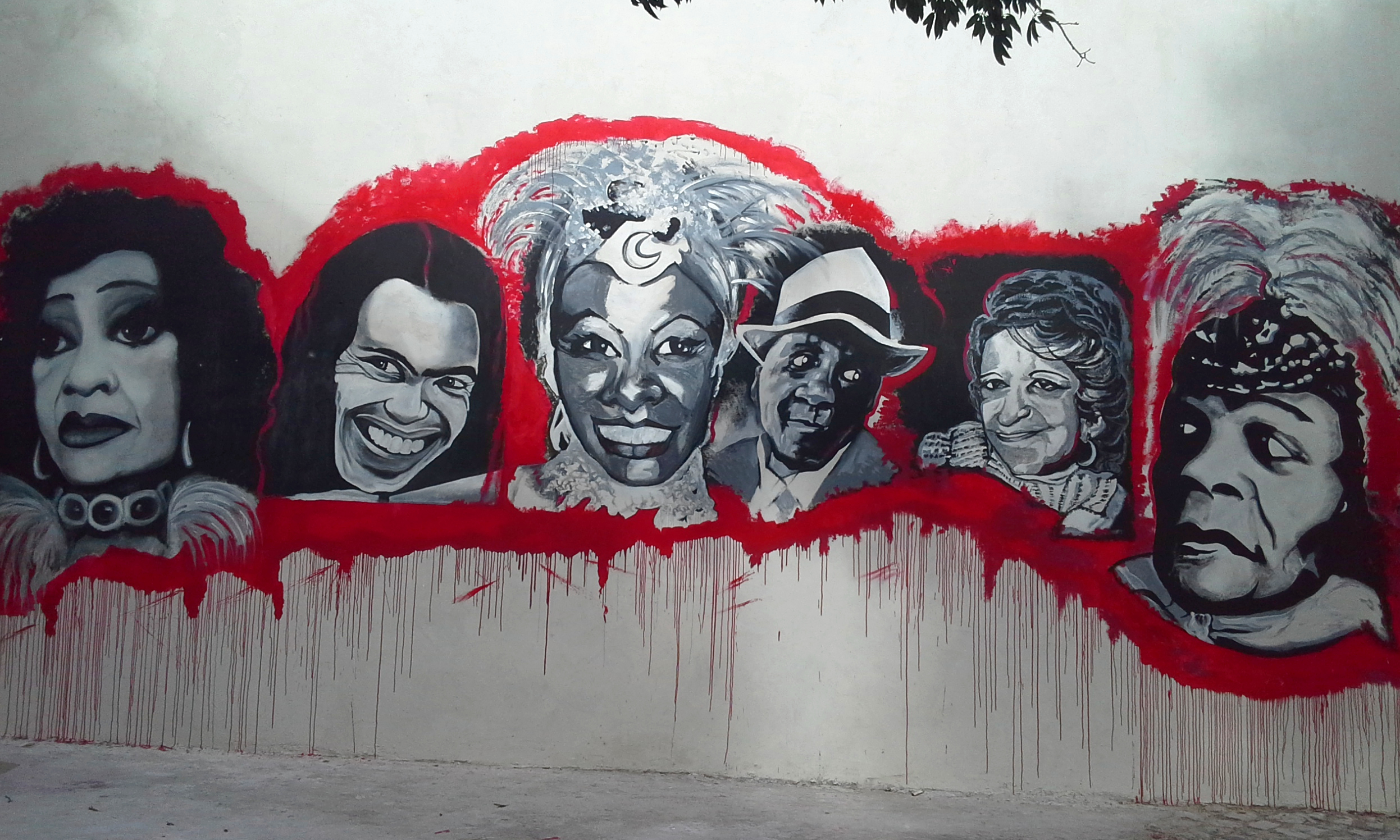
Bức tranh tường với các thành viên trong nhóm Candombre

Rosa Luna (20 tháng 6 năm 1937 – 13 tháng 6 năm 1993) là một vũ công người Uruguay. Cô được coi là một huyền thoại sống của các điệu nhảy Uruguay.
Là con gái của Ceferina Luna, một phụ nữ nghèo, người gốc Phi, cô được sinh ra với tên Amelia Luna ở Montevideo. Bảy anh chị của cô đã chết vì suy dinh dưỡng. Khi cô 9 tuổi, cha dượng đã gửi cô đi làm giúp việc cho những người giàu có. Sau đó, cô bắt đầu biểu diễn như một vũ công vedette, biểu diễn điệu nhảy candombe trong lễ hội Carnival của người Uruguay. Cô bắt đầu biểu diễn với nhiều nhóm khác nhau, sau đó thành lập nhóm candombe của riêng mình.
Luna tham gia một chương trình phát thanh về lễ hội và biểu diễn trong các sản phẩm sân khấu và chương trình trong các quán cà phê. Cô cũng viết bài cho báo. Luna đã biểu diễn ở nhiều quốc gia Nam Mỹ khác nhau, cũng như ở Cuba, Cộng hòa Dominican, Mexico, Úc, Tây Ban Nha, Ý, Hoa Kỳ và Canada.
Luna đã kết hôn hai lần: người chồng thứ hai của cô là Raúl Abirad. Năm 1988, cô xuất bản một cuốn tự truyện Sin tanga y sin tongo, với Abirad là đồng tác giả.
Luna qua đời vì một cơn đau tim ở tuổi 55 khi đang biểu diễn ở Canada.
Năm 2017, một loạt các buổi biểu diễn của các nhóm candombe và các tác phẩm nghệ thuật lấy cảm hứng từ Luna đã được trình bày để kỷ niệm 80 năm ngày sinh của cô.